# Annone II di Colonia
Annone II di Colonia (Altsteußlingen, 1010 circa – Colonia, 4 dicembre 1075) vescovo tedesco, è venerato come santo dalla Chiesa cattolica.

## Biografia
Proveniva da una nobile famiglia sveva, gli Streusslingen, una stirpe arrivista nella scena politica del tempo, ed era fratello di Guarniero di Magdeburgo e zio di Burcardo II di Halberstadt. Frequentò la scuola del convento di San Giorgio. Dal 1046 insegnò presso la scuola del duomo di Bamberga. Enrico III lo nominò cappellano di corte, nel 1054 lo promosse prevosto di Goslar e nel 1056 arcivescovo di Colonia, succedendo così ad Ermanno II.
Egli fu descritto come personalità ascetica, dall'aspetto venerando ma ambizioso, talvolta di carattere senza scrupoli. Come arcivescovo di Colonia fu aperto alle riforme, ma sempre troppo attento ad accrescere l'arcivescovado di Colonia.
A Colonia i suoi sforzi di includere nella diocesi l'Abbazia di Malmedy fallirono, dato che gli statuti di fondazione della medesima esigevano la sua unione con quella di Stablo. Dopo la restituzione del convento, ricevuto in regalo dall'imperatore, nel 1071 l'arcivescovo riuscì tuttavia a respingere l'attacco del Conte palatino di Niederrhein, rafforzando così la propria posizione a corte.
Con l'Abbazia di Michaelsberg, che fu riformata secondo il modello dell'italiana Abbazia di Fruttuaria, riuscì a riottenere la fiducia dell'imperatore e a sostenere il movimento renano riformatore organizzato antipapista. La riforma di Siegburg, accelerata da Annone e dai suoi successori, si diffuse nella diocesi di Colonia e in altri territori.
Dopo la morte dell'imperatore Enrico III, l'imperatrice Agnese assunse nel 1056 la reggenza in nome del sedicenne Enrico IV. Inizialmente ancora con il papa Vittore II come consigliere paterno dalla sua parte, si rivelò dopo questo improvviso decesso il minor talento dell'imperatrice nella reggenza. Il risentimento contro Agnese si concretizzò sia al riguardo della spensierata prassi dell'assegnazione dei feudi, come anche e soprattutto nella scelta del vescovo Enrico di Augusta quale nuovo consigliere. Agnese finì con l'attirarsi le crescenti critiche dei principi tedeschi, a capo dei quali si pose Annone II di Colonia.
A salvaguardia di questo gruppo, nel quale si potevano contare fra gli altri il vescovo di Magonza Sigfrido I, il conte Egberto I di Meißen, il duca Ottone di Northeim, Annone ideò il cosiddetto colpo di stato di Kaiserswerth, con il quale il giovane Enrico IV, nell'aprile 1062 finì nelle sue mani. Per questo egli fece allestire sfarzosamente una nave e vi attirò l'inesperto Enrico, che si trovava con la madre in viaggio verso Nimega, all'altezza di Kaiserswerth. Quest'imbarcazione salpò non appena il giovane Enrico vi mise piede: questi tentò invano di sfuggire ai suoi rapitori gettandosi nel Reno, ma fu subito impedito dal conte Egberto.
A dispetto dell'ira degli abitanti di Colonia, Annone riuscì, dopo aver sottratto alla reggente le insegne imperiali, a farsi nominare Reggente del Sacro Romano Impero dal 1063 fino al 1065. Nonostante che l'arcivescovo di Brema Adalberto fosse dalla sua parte, egli si trovava in una posizione di potere ancora limitato. Così egli diresse, come vicecancelliere del Regno d'Italia, il sinodo di Mantova, che nel 1064 confermò l'elezione al soglio pontificio di Papa Alessandro II concludendo così una vertenza che si trascinava dal 1061: già da quell'anno infatti il Collegio dei Cardinali aveva eletto papa il cardinale Anselmo da Baggio, che aveva assunto il nome di Alessandro II, violando così un accordo stipulato già nel 1059, con il quale era stata decretata la condivisione con l'imperatore dell'elezione. Un'assemblea di dignitari ecclesiastici e laici, convocata a Basilea da Agnese di Poitou, oppose perciò ad Alessandro II il 28 ottobre 1061 l'antipapa Onorio II (Cadalo di Parma).
Dopo che i due papi fra loro in conflitto furono rispediti nelle loro diocesi dal duca di Lorena Goffredo il Barbuto, per attendere una decisione imperiale, Annone poté imporre con il Sinodo italo-tedesco di Augusta nel 1062 imporre che il proprio nipote Burcardo II di Halberstadt fosse inviato a Roma per ottenere un giudizio sulla vicenda. Questo giudizio cadde a favore di Alessandro II, che fu poi riconosciuto definitivamente come papa nel 1064 dal Sinodo di Mantova.
Con il successo di questa trattativa Annone raggiunse l'apice del suo potere. Già nel 1063 i principi tedeschi imposero l'arcivescovo Adalberto di Brema quale co-educatore del minorenne imperatore. Dal 1068 emersero le prime dissonanze fra Colonia ed il papa. L'influenza di Annone sulla corte dovette essere tuttavia accettata almeno fino al 1072. Egli si propose ancora una volta come mediatore nella rivolta sassone (1073-1075), ormai però, probabilmente, senza intenti politici.

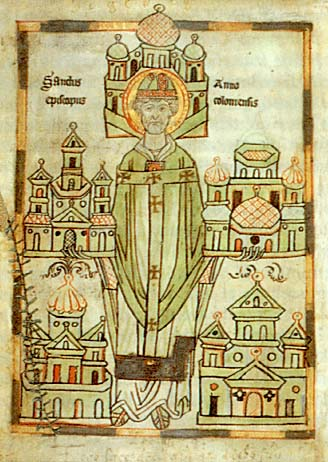
Annone II con i modelli dei conventi da lui fondati - Riproduzione nella Vita Annonis Minor di Darmstadt (circa 1180).

Allorché Annone nel 1074 volle organizzare il viaggio di ritorno del suo amico Federico I di Münster, vescovo di quella città, ed allo scopo fece confiscare ad un mercante di Colonia un'imbarcazione, quest'ultimo si oppose al sequestro. Immediatamente l'intera città si sollevò contro il poco amato potente.
Annone si ritirò con i suoi fedeli e si trincerò nel Duomo. La folla impazzì ed alcuni preti che si erano nascosti furono uccisi dalla plebaglia, poiché stavano con il vescovo. Intanto Annone riuscì, con alcuni accompagnatori, a fuggire attraverso un'apertura nelle mura cittadine (definita popolarmente poi "Buco di Annone") e porsi in salvo dalla volontà omicida della popolazione.
Nei giorni seguenti Annone radunò alcuni sudditi armati intorno a sé e quattro giorni dopo tornò a Colonia per porre l'assedio alla città. Considerata la forza delle armi degli assedianti, i rivoltosi consegnarono subito le chiavi delle porte della città e lasciarono rientrare l'arcivescovo.
Annone sollecitò i rivoltosi a fare penitenza per ottenere il perdono. Egli condannò anche i caporioni della rivolta e comminò pene severe (ad esempio l'accecamento). Circa 600 commercianti lasciarono la città. Secondo un rapporto di Lampert von Hersfeld «… la città si spopolò e un sinistro silenzio regnava nelle strade ormai deserte…». Su coloro che si erano rifiutati di fare penitenza ed erano fuggiti egli pronunciò l'anatema.
L'origine della rivolta risiedeva in una crescente consapevolezza della popolazione della città come in un generale scontento per la severità del vescovo. Questo scontento aveva il suo fondamento su diversi morivi: ad esempio le elevate imposte, la politica irriguardosa verso l'imperatore ed il suo rapimento, le liti con il convento di Malmedy, ecc.
Alla Pasqua del 1075, in vista del suo decesso, Annone revocò l'anatema e perdonò i peccatori.

## La morte ed il culto
Annone morì ai primi di dicembre del 1075 a Colonia, ove furono tenute in suo onore pompose esequie. Dopo sette giorni la sua salma fu traslata nell'Abbazia di Siegburg e tumulata nel cosiddetto "Reliquiario di Annone", posto in una cappella laterale della chiesa conventuale.
Nel 1391 la sua salma fu traslata nell'abbazia di Grafschaft, nei pressi della città di Schmallenberg, che egli stesso aveva fondato.
Successore di Annone fu Hidolf. Tra il 1077 ed il 1081 fu composto da un monaco di Siegburg in suo onore il cosiddetto "inno di Annone". Per accelerare la sua canonizzazione venne redatta a Siegburg la sua biografia, nota come Vita Annonis Minor e il 29 aprile 1183 Annone venne canonizzato dalla Chiesa cattolica.
Egli venne considerato patrono dei gottosi e la sua memoria viene celebrata il 4 dicembre (il 5 in Germania).